# Великий перекладацький рух
Великий перекладацький рух (спрощ.: 大翻译运动; кит. трад.: 大翻譯運動; піньїнь: dà fānyì yùndòng) — онлайн-антивоєнний рух, започаткований під час російсько-української війни в 2022 році. Він прагне викрити проросійські, антиамериканські, антиукраїнські, антияпонські, антизахідні та расово дискримінаційні настрої в Китаї, перекладаючи урядову пропаганду та антизахідну громадську думку, знайдену в китайському Інтернеті, на інші мови, включаючи англійську, японську, і корейську. Через такий рух учасники прагнуть закликати совість китайського народу.

## Передумови

### Проросійська пропаганда китайського уряду
Після початку російського вторгнення в Україну 2022 року китайський уряд зайняв проросійську позицію, поширюючи пропаганду на користь Росії через державні ЗМІ, як-от Global Times, одночасно піддаючи цензурі проукраїнські голоси.
24 лютого 2022 року, у день початку вторгнення, ЦК Комуністичної ліги молоді Китаю опублікував на китайській платформі для потокового відео Bilibili мандаринську версію радянської військової пісні «Катюша», яка була інтерпретована як надання підтримки Путіну та лікування війни і ставлення до війни як до розваги.
Через два дні державне ЗМІ Horizon News (кит.: 世面新闻) випадково опублікувало офіційні інструкції щодо цензури щодо висвітлення російсько-українського висвітлення на Weibo. В інструкціях зазначено, що контент, сприятливий для Заходу або шкідливий для Росії, не може бути опублікований, як показано нижче:
Відтепер твіти, пов’язані з Україною (Weibo).
...невигідні Росії, прозахідні не можна посилати.
Покажіть мені оригінальний текст, перш ніж відправити (твіт).
Коментарі перевіряються, спочатку перевіряються, потім публікуються відповідні коментарі, хто публікує відповідальність...

### Проросійські настрої серед китайських користувачів мережі
Згідно з повідомленням «Голосу Америки», на ранніх етапах війни в китайських соціальних мережах з’явилася велика кількість суперечливих дописів, значна частина з яких підтримувала вторгнення Російської Федерації, висловлювала згоду з російським урядом, звинувачувала НАТО та Сполучені Штати Америки, що вони нібито несуть відповідальність за погіршення ситуації в Україні або вихваляли Путіна як героїчну фігуру за те, що він мав хоробрість почати боротьбу із Заходом.
Антивоєнні голоси в просторі китайської громадської думки зазнали жорстких атак, а також були видалені, приглушені або заблоковані китайськими соціальними мережами. Велика кількість повідомлень вказує на те, що проросійські думки зараз домінують у головній китайській громадській думці.
Крім того, деякі широко розповсюджені публікації в китайському Інтернеті містили грубі коментарі та жарти про «красивих українок» і висловлювали готовність «брати українок від 18 до 24 років, щоб захистити їх від небезпек війни». Деякі повідомлення за лютий та березень свідчать про те, що безпека китайців в Україні опинилася під загрозою після того, як ці жарти оприлюднили в іноземній пресі та соцмережах, що викликало антикитайські настрої в Україні. Наприкінці лютого соціальні медіа-платформи Sina Weibo, Douyin і WeChat видалили велику кількість дописів, які жартували про війну, і покарали акаунти, які публікують невідповідні публікації.
Деякі користувачі мережі виступали за насильницьке об’єднання КНР з Республікою Китай (Тайванем) після російського вторгнення в Україну в 2022 році.

## Історія

### Заснування в Reddit (24 лютого — 2 березня)
Великий перекладацький рух виник серед кількох китайськомовних субредітів. Учасники закликали, щоб коментарі на підтримку російського вторгнення в Україну в китайському Інтернеті були перекладені та розповсюджені в іноземних соціальних мережах. Вони намагалися «повідомити людям у більшій кількості країн, що китайський народ не гостинний, привітний і добрий, як це зображено в офіційній іноземній пропаганді, а скоріше зарозумілі, популістські та повністю позбавлені співчуття», вказуючи, що вони сподіваються, що Китайці могли «справді інтегруватися в цивілізоване суспільство і соромитися за власну дурість».
Крім того, рух закликає до грошової підтримки українського народу. Протягом першого тижня його заснування пожертви, які організатори зробили публічно на Reddit, досягли приблизно 10 000 доларів..

### Звільнення та перехід на інші платформи (2 березня — 8 березня)
2 березня Reddit (2022Controversy) звільнив один із субреддітів, які організували рух, «викриваючи конфіденційність інших». Одна з учасниць стверджувала, що це пов'язано з розкриттям інформації користувача Weibo, який, за її словами, відхилив усі грошові операції через Swift з Шанхаю в Україну. Деякі звернули увагу на потенційний зв’язок звільнення Reddit з китайською довгорукою інтернет-цензурою. Платформа Великого перекладацького руху була перенесена на інші платформи, як-от Twitter, Pingcong тощо.

### Ескалація (8 березня — 2 квітня)
З 8 березня Великий перекладацький рух почав перекладати китайський контент, пов’язаний із мандатом COVID-19, пов’язаним із правами людини. Рух переріс за межі антивоєнного руху до руху за свободу слова.
19 березня китайський уряд затримав прихильників Pincong після відкриття каналу «Великий перекладацький рух» на домашній сторінці Pingcong.
До 2 квітня кількість підписників у твіттері Руху досягла 74,8 тис.

### Тимчасове обмеження Twitter (2 квітня — )
2 квітня кілька користувачів повідомили, що офіційний твіттер-акаунт Великого перекладацького руху тимчасово обмежено. Того ж дня американська художниця-антикомуністка Леле Фарлі висловила підтримку руху проти обмеження в Twitter.

## Цілі
Оригінальна мотивація обмежується трансляцією проросійських думок у світову спільноту. Однак у міру розвитку руху цілі вийшли за межі первісної мети. За словами одного з організаторів Великого перекладацького руху, є дві цілі:
- Для світової авдиторії: «Показати світові, що говорять і роблять жителі материка багатогранно, глибоко та обґрунтовано».

- Для китайського народу: «Я сподіваюся, що люди китайського походження по всьому світу зможуть позбутися негативних настроїв, соромлячись невігластва, і справді стати одним із членів цивілізованого суспільства».

## Реакції

### Закордонні китайці

#### Позитивна
Багато закордонних китайців, у тому числі колишній чиновник Комуністичної партії Китаю, політолог Цай Ся підтримує рух. Вона зробила наступний коментар:
... Цей перекладацький рух не тільки викриває тоталітарну ідеологію КПК, яка отруює китайський народ, ..., а також нагадує світовим урядам і людям бути обережними щодо проникнення та отруєння зовнішньої пропаганди КПК, неправдивої інформації, неправдивих наративів та простору громадської думки, що вводить в оману.
Крім того, деякі китайські дисиденти підтримують рух, оскільки рух створює «дилему для китайських органів цензури», оскільки, якщо вони піддадуть цензурі зловмисні коментарі в соціальних мережах, вони будуть піддані критиці з боку китайських популістів і націоналістів; інакше вони відлякують світову авдиторію.

#### Негативна
Деякі зарубіжні китайці в Північній Америці стверджують, що цей рух посилить ксенофобію проти американців азіатського походження; зловмисне висловлювання не повинно бути відкрито світовій громадськості.

### Уряд КНР
Підконтрольні уряду КНР ЗМІ розкритикували рух. Журналісти державного медіа-видання Global Times стверджували, що рух є «фарсом», який підтримують західні ЗМІ, наприклад «Голос Америки» тощо. Інше видання, Overseas Net (Haiwai Net), розкритикувало рух за провокування антикитайських настроїв:
... «Великий перекладацький рух» сприймає радикальні думки деяких користувачів мережі як «неповноцінність» усієї нації, граючи в трюк із надмірним узагальненням, ігноруючи контекст. Говорячи прямо, це з попередньо визначеною метою «почервоніти китайський народ» і «викопати бруд».